# Google Wave
Google Wave byl projekt představený společností Google 28. května 2009 na konferenci Google I/O. Jednalo se o webovou aplikaci a počítačovou platformu snažící se sjednotit e-mail, instant messaging, wiki a sociální sítě. V průběhu roku 2009 byl Google Wave postupně zpřístupňován vybraným uživatelům, pro veřejnost byl vydán 19. května 2010; 4. srpna 2010 však byl vývoj projektu ukončen, neboť podle Googlu nezaznamenal dostatečný zájem uživatelů.

## Funkce
Základem systému je tzv. wave (anglicky vlna; logo projektu tvoří barevná vlna ve tvaru písmene W), což je komunikační prostor sdílený mezi několika uživateli, který může sloužit různým formám komunikace a sdílení informací.
Systém fungoval na otevřeném protokolu Google Wave Federation Protocol (založeném na XMPP), poskytovat API a většina zdrojového kódu měla být uvolněna jako open source.